# レオ・ヘステル

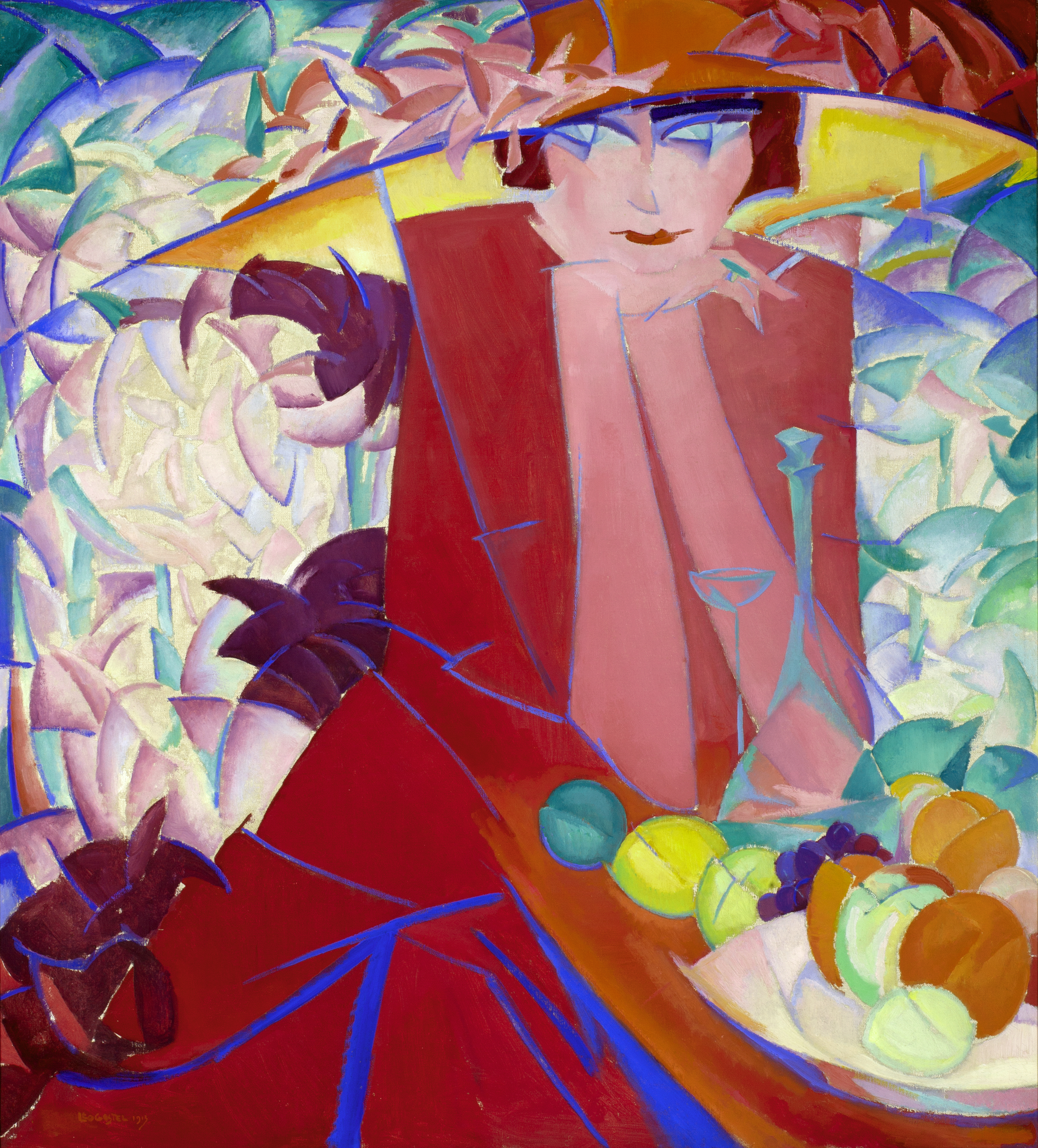
ヘステル作「エルゼ・ベルクの肖像」

レオ・ヘステルとして知られるレーンデルト・ヘステル（Leo Gestel、本名:Leendert Gestel、1881年11月22日 -  1941年11月26日）はオランダの画家である。ピート・モンドリアンとともにオランダにおけるモダニズム絵画の画家として活動した。

## 略歴
オランダ、ユトレヒト州のウールデン(Woerden)に生まれた。父親のウィレム・ヘステル(Willem Gestel: 1853-1952)は画家でウールデンで夜間美術学校の教師をしていた。叔父のディンメン・ヘステル(Dimmen Gestel: 1862-1945)も画家、版画家であった。父親や叔父から、美術を学んだ後、1900年からアムステルダムの美術教師の養成学校(Rijksnormaalschool voor Teekenonderwijzers)で3年間学び、2学年上のヤン・スルイテルス(Jan Sluijters: 1881–1957)と知り合った
。アムステルダムの王立美術アカデミーの夜間コースでも学んだ。美術教師にはならず、画家になり、1904年にスルイテルスとパリも訪れた。アムステルダムにスタジオを開き、この頃は故郷のウールデンなどの風景画を描いた。
1910年に再びパリを訪れ、1911年にも後に結婚することになる女性と、ヤン・スルイテルス夫妻とパリを訪れピカソやブラックのキュビスムの作品を知り作品のスタイルを変えることになった。1913年に「デア・シュトゥルム画廊」の主宰者、ヘルヴァルト・ヴァルデンがベルリンで、パリの「サロン・ドートンヌ」を模して開いた展覧会、「Erster Deutscher Herbstsalon（最初のドイツ秋季展）」に招待されて作品を出展した。
1914年1月には、妻と地中海のマヨルカ島で過ごし、ユダヤ人画家のエルゼ・ベルクとエルゼと後に結婚するモミー・シュワルツ(Mommie Schwarz)と知り合い、彼らに影響を与えたとされる。
その後は多くの芸術家たちが活動した北ホラント州のベルヘン(Bergen) などで活動した。

## 作品

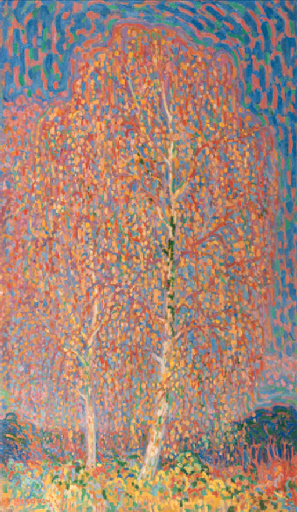
ナイメーヘンの秋の日(1909)
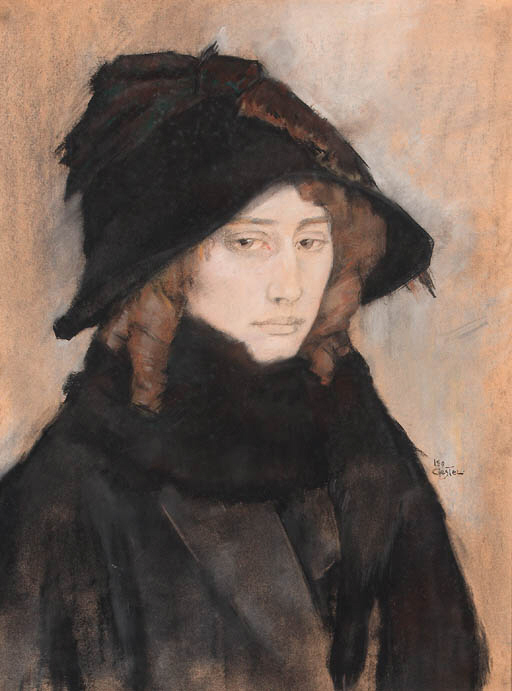
妻の肖像画(1909/1910)
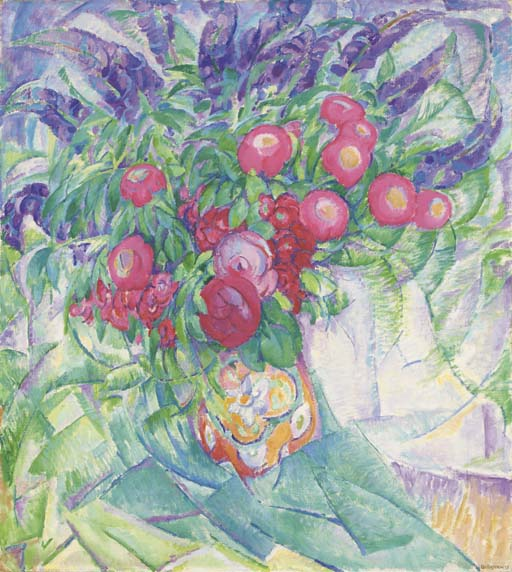
牡丹、アネモネ、ルピナスのある静物(1913)
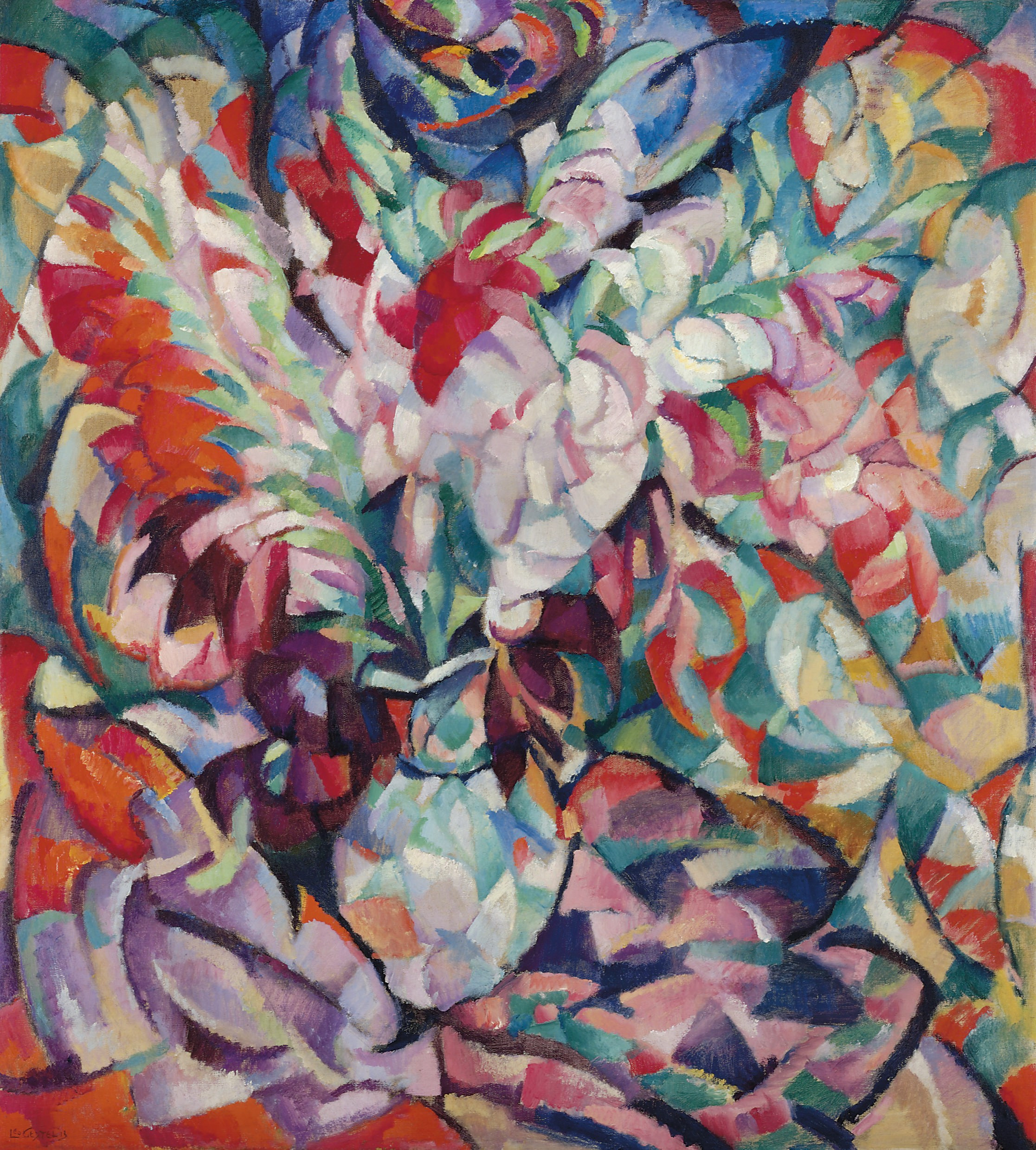
グラジオラス(1913)
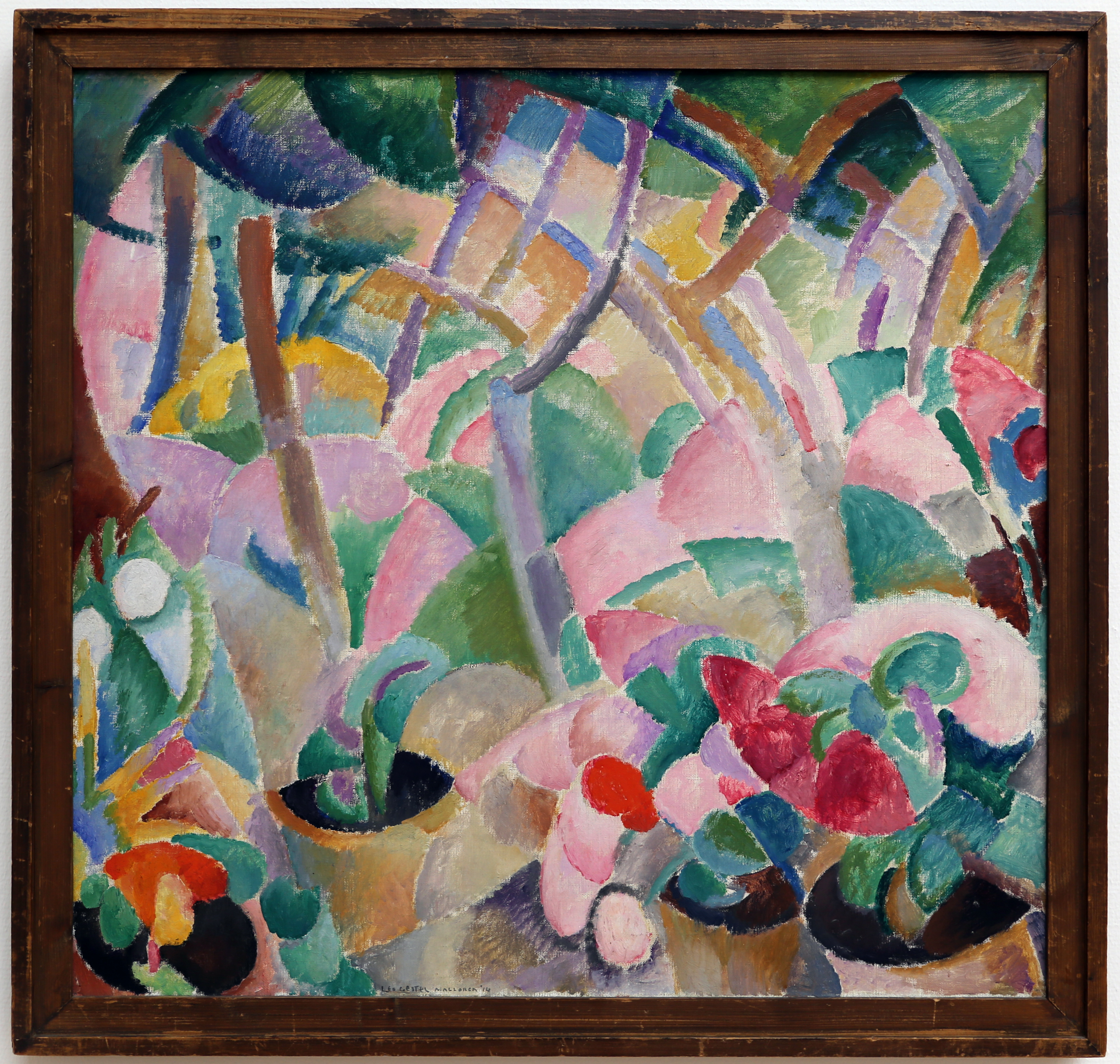
マヨルカの庭園(1914)
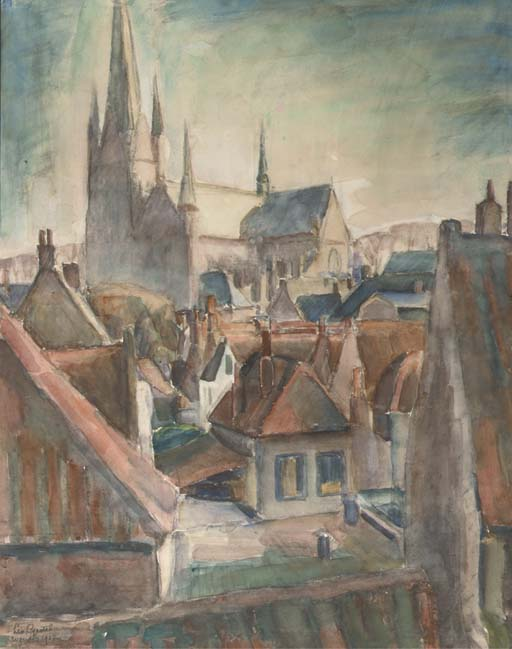
ウールデンの風景(1917)
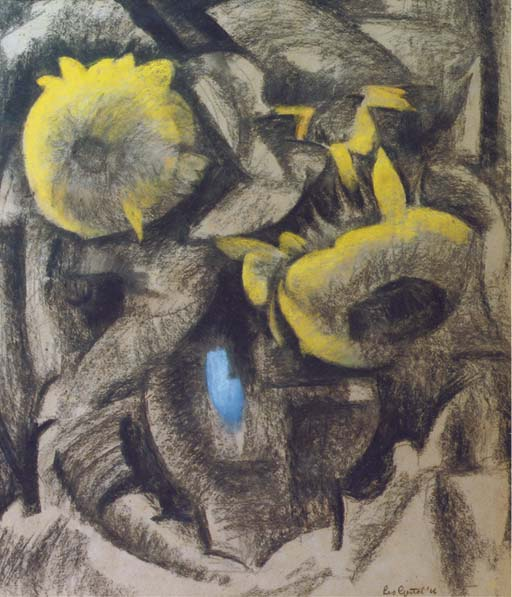
ひまわり(1918)
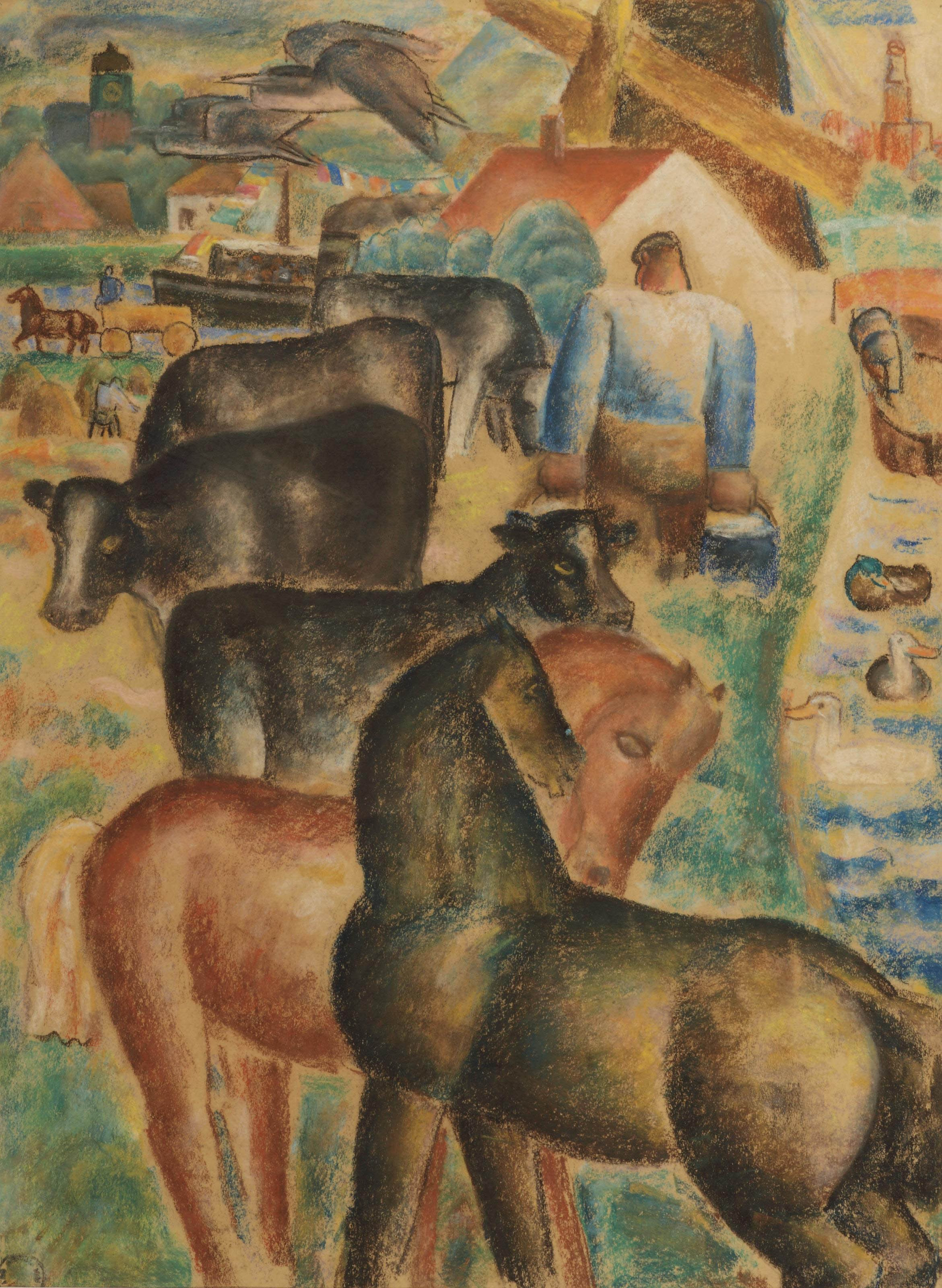
農場の搾乳の時間(1927)